# Хасанал Болкијах
Хасанал Болкијах (Hassanal Bolkiah; 15. јул 1946) је султан Брунеја. На власт је дошао 1968. наследивши оца Омара Али Сејфудина (Омара III).